# Храм-каплиця Миколи Святоші
Храм-капли́ця свято́го Мико́ли Свято́ші (Це́рква святого Миколи Святоші Преподо́бного Ки́єво-Пече́рського) — культова споруда однойменної парафії ПЦУ київського Академмістечка, відомої організацією православних паломництв.